# Microsoft Student
Microsoft Student était une application de Microsoft conçue pour aider les élèves/étudiants à faire leurs devoirs. Elle comprenait Encarta, ainsi que plusieurs outils exclusifs aux étudiants tels que des modèles Microsoft Office supplémentaires (appelés Learning Essentials) et l'intégration avec d'autres applications Microsoft, comme Microsoft Word avec par exemple, les citations de données, le dictionnaire Encarta et les fonctionnalités de recherche Encarta, qui étaient disponibles dans une barre d'outils dans Word.
Le produit comprenait également Microsoft Math (en), des ressources linguistiques et littéraires (résumés de livres) et des outils de recherche (tels que l'accès à une version en ligne d'Encarta).  Student 2006 était la première version du produit et une nouvelle version fut produite chaque année  par Microsoft jusqu'en 2009.
Microsoft a annoncé en mars 2009 qu'il cesserait de vendre Microsoft Student et toutes les éditions de l'encyclopédie Encarta d'ici juin 2009, citant comme principales raisons les changements dans la manière dont les gens recherchaient des informations et dans le marché traditionnel des encyclopédies et des documents de référence. La fermeture d'Encarta est largement attribuée à la concurrence de la plus grande encyclopédie en ligne Wikipédia.